# Eleições gerais em Aruba em 2009
As eleições gerais arubanas de 2009 foram realizadas em 25 de setembro, a fim de escolher os 21 membros do parlamento da ilha.